# Ilha de Elefanta
A ilha de Elefanta (em inglês: Elephanta Island), também chamada localmente ilha de Pory ou ilha de Gharapuri é uma das várias ilhas do Porto de Bombaim (Mumbai Harbour ou Front Bay), situada 11 km a leste da baixa de Bombaim.
É um destino turístico popular devido às Grutas de Elefanta, um complexo religioso hindu com templos escavados em cavernas, datados dos séculos V a VIII, que está inscrito na lista de Património Mundial da UNESCO. A ilha é acessível por ferryboat a partir do centro de Bombaim, do cais junto ao Portal da Índia; a viagem demora cerca de uma hora.

## História
Conhecida localmente como Gharapuri, o nome de Elefanta foi dado pelos exploradores portugueses do século XVI, devido à presença de uma escultura de um elefante feita num monolito de basalto junto à entrada. Essa escultura caiu ao mar quando a tentavam levar da ilha, mas séculos mais tarde foi recuperada pelos britânicos e colocada no Museu Vitória e Alberto, atualmente chamado Museu Dr. Bhau Daji Lad, em Bicula.
A ilha teria sido a capital de um poderoso reino local. No manuscrito F de Leonardo da Vinci, conservado na Biblioteca Nacional de França, há uma nota onde se lê «mapa de Elefanta na Índia que Antonello o camiseiro tem». Desconhece-se quem terá sido este viajante florentino chamado Antonello.

## Geografia
A ilha é densamente florestada com palmeiras, mangueiras e tamarindeiro. Tem cerca de 1 200 habitantes, que vivem do cultivo de arroz, pesca e reparação naval. Há três aldeias: Shentbandar, Morabandar e a capital Rajbandar. Não é permitido aos turistas passar a noite na ilha.